# توموهیرو کاکو
توموهیرو کاکو (به ژاپنی: 郭智博 Kaku Tomohiro)؛ زادهٔ ۵ سپتامبر ۱۹۸۴) هنرپیشه اهل ژاپن است.
از فیلم‌ها یا برنامه‌های تلویزیونی که وی در آن نقش داشته‌است می‌توان به جو-آن: نفرین ۲، هانا و آلیس اشاره کرد.